# Buziaș
Buziaș é uma cidade da Roménia com 8128 habitantes, localizada no județ (distrito) de Timiș.